# Trichogenes beagle
Trichogenes beagle — вид сомоподібних риб родини Trichomycteridae. Описаний у 2020 році.

## Назва
Вид T. beagle названо на честь Лабораторії молекулярної систематики — Бігль при Департаменті біології тварин Федерального університету Вісози, де було досліджено типовий зразок виду.

## Поширення
Ендемік Бразилії.

## Опис
Дрібна рибка, завдовжки 3,5 см.